# Буддизм в Канаде
Буддизм в Канаде — согласно переписи 2001 год, исповедуют буддизм в Канаде 300 345 человек, что составляет около 1,0 % от численности населения страны.
. 
Впервые буддизм появился на территории Канады с первыми иммигрантами из Китая в начале XIX века. Первый буддийский храм в Канаде был построен в Ванкувере в 1905 году.. 
Рост количества исповедующих буддизм увеличивается начиная с конца XX века. Изменения в иммиграционной политике Канады привели к массовому притоку переселенцев из Китая, Индии, Шри-Ланки, Японии, граждане которых преимущественно исповедуют буддизм. Интерес к буддизму подогревает жизнь и учения тибетского лидера Далай-ламы, являющегося почётным гражданином Канады.

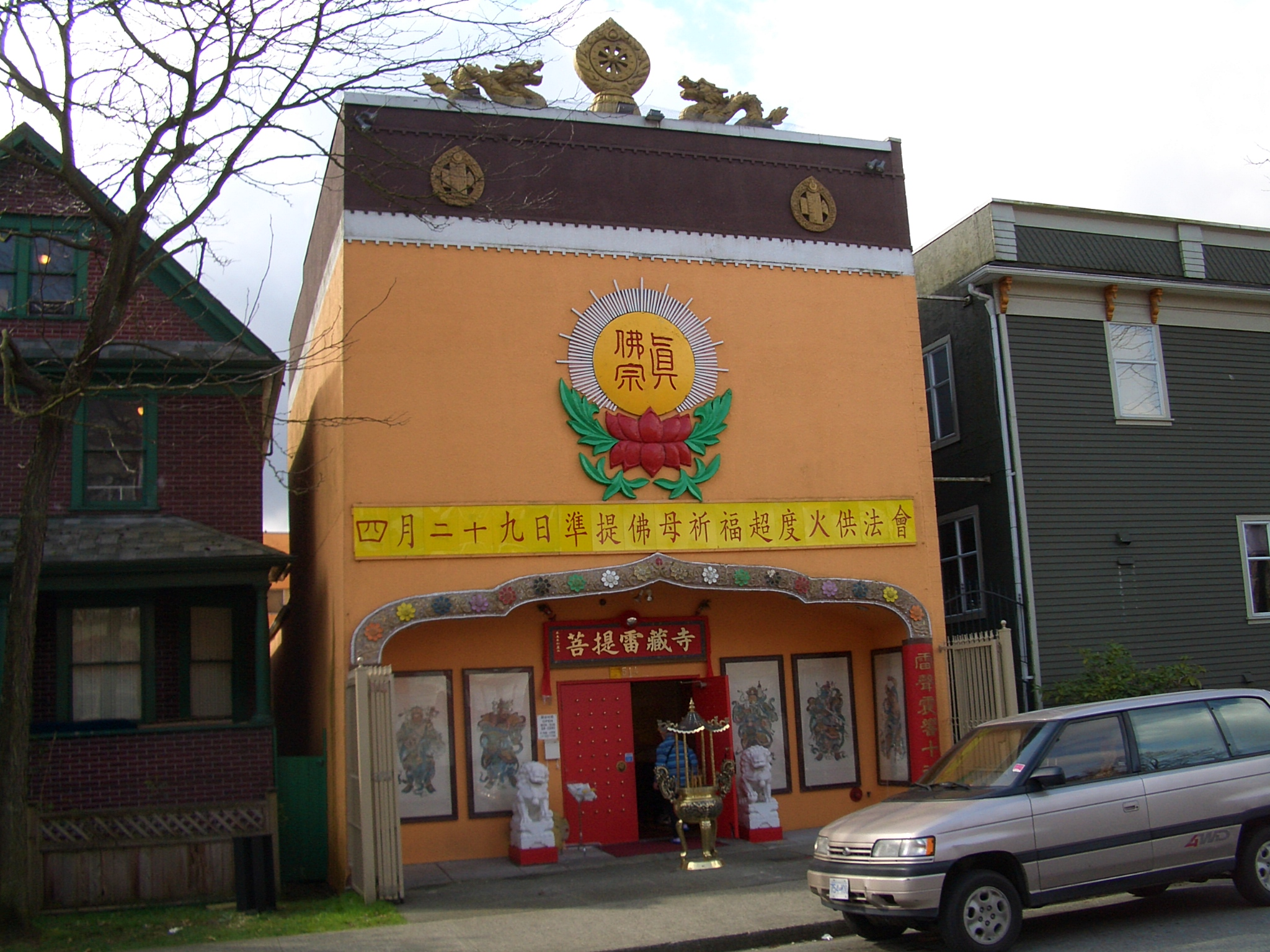
Буддийский храм близ Ванкуверского Чайнатауна

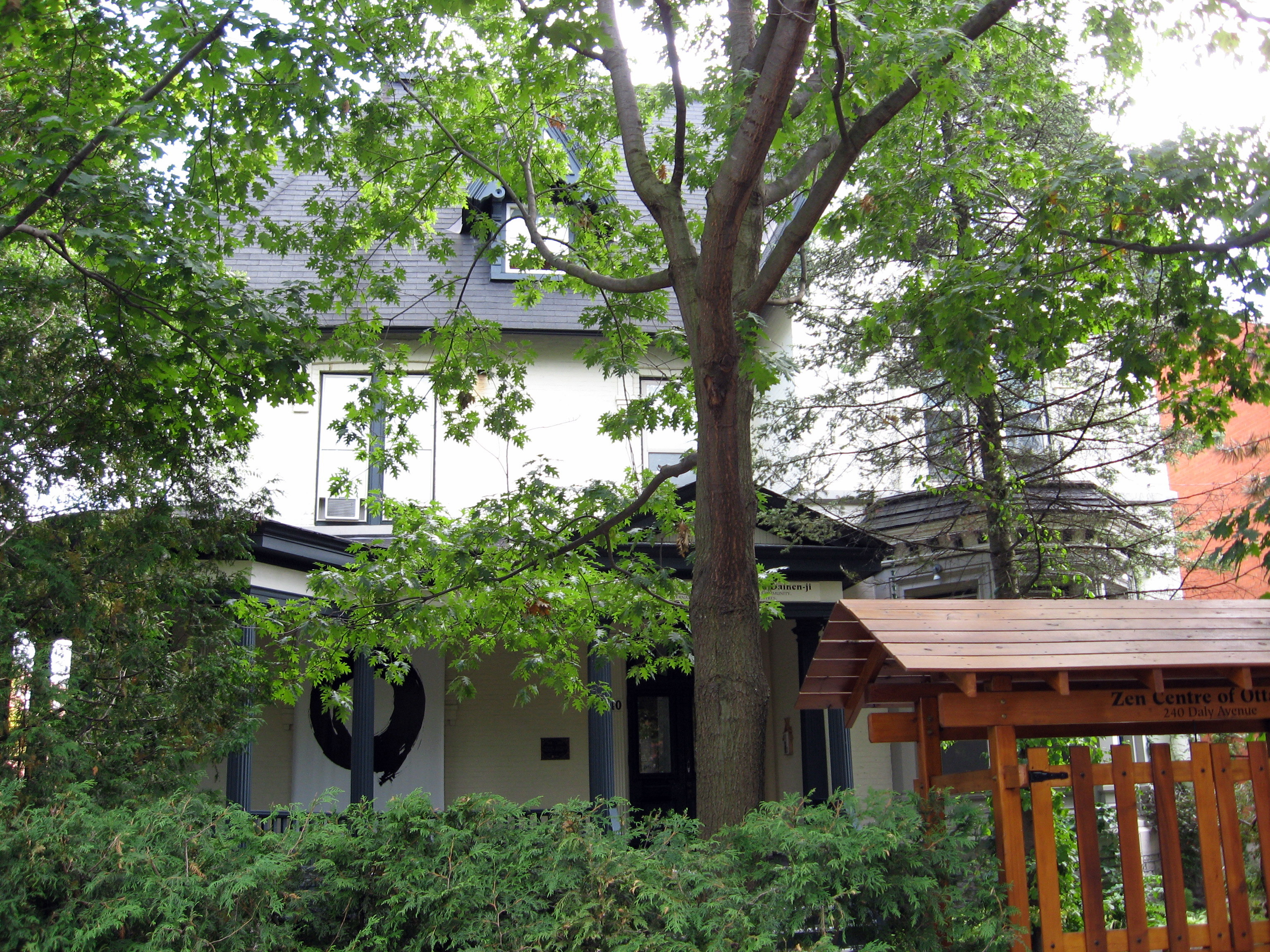
Дзэн-центр в Оттаве

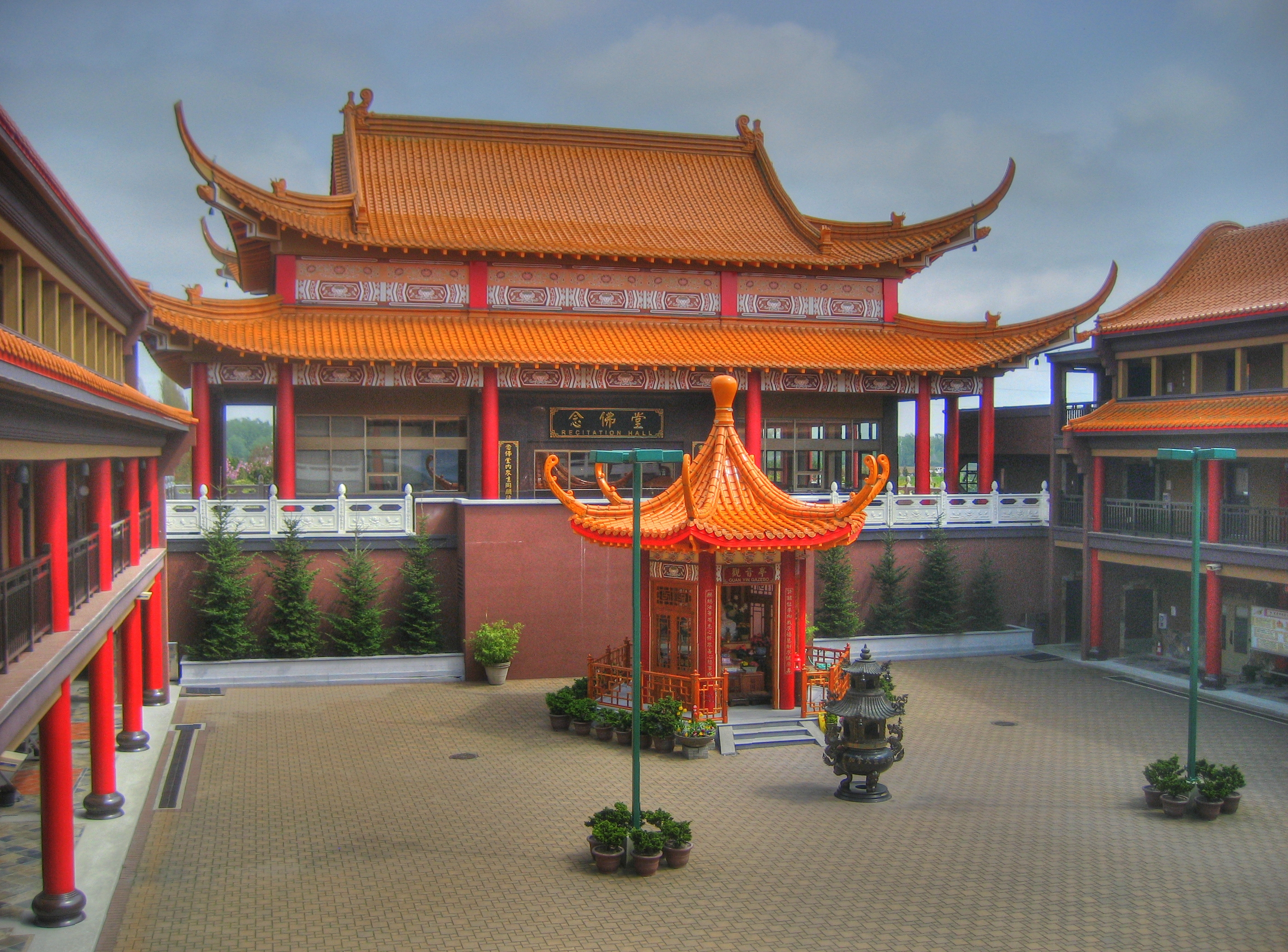
Буддийский храм в Ричмонде, Британская Колумбия

## Численность граждан, исповедующих буддизм
Численность канадских буддистов по переписи 2001 года.
| Провинция                  | Количество буддистов |
| -------------------------- | -------------------- |
| Онтарио                    | 128,320              |
| Британская Колумбия        | 85,540               |
| Квебек                     | 41,380               |
| Альберта                   | 33,410               |
| Манитоба                   | 5,745                |
| Саскачеван                 | 3,050                |
| Новая Шотландия            | 1,730                |
| Нью-Брансуик               | 545                  |
| Ньюфаундленд и Лабрадор    | 185                  |
| Северо-западные территории | 155                  |
| Остров Принца Эдуарда      | 140                  |
| Юкон                       | 130                  |
| Нунавут                    | 15                   |
| Канада                     | 300,345              |